# Parole (Maryland)
Parole es un lugar designado por el censo ubicado en el condado de Anne Arundel en el estado estadounidense de Maryland. En el Censo de 2010 tenía una población de 15.922 habitantes y una densidad poblacional de 519,52 personas por km².

## Geografía
Parole se encuentra ubicado en las coordenadas 38°59′16″N 76°33′10″O / 38.98778, -76.55278. Según la Oficina del Censo de los Estados Unidos, Parole tiene una superficie total de 30.65 km², de la cual 26.6 km² corresponden a tierra firme y (13.2%) 4.05 km² es agua.

## Demografía
Según el censo de 2010, había 15.922 personas residiendo en Parole. La densidad de población era de 519,52 hab./km². De los 15.922 habitantes, Parole estaba compuesto por el 88.03% blancos, el 6.63% eran afroamericanos, el 0.2% eran amerindios, el 2.68% eran asiáticos, el 0.03% eran isleños del Pacífico, el 0.98% eran de otras razas y el 1.45% pertenecían a dos o más razas. Del total de la población el 3.36% eran hispanos o latinos de cualquier raza.

## Educación
Las Escuelas Públicas del Condado de Anne Arundel gestiona escuelas públicas.